# Нисипуриле (Дамбовица)
Нисипуриле (рум. Nisipurile) насеље је у Румунији у округу Дамбовица у општини Улми. Oпштина се налази на надморској висини од 248 m.

## Становништво
Према подацима из 2002. године у насељу је живело 96 становника, од којих су сви румунске националности.